# Mont Pelvoux
Mont Pelvoux er et 3.946 meter højt bjerg i Massif des Écrins i Dauphiné-Alperne i den franske del af Alperne, og er en del af Parc national des Écrins.
I mange år troede man, Mont Pelvoux var det højeste bjerg i regionen, da det højere Barre des Écrins ikke kan ses fra Durance-dalen.
Den højeste top på bjerget er Pointe Puiseux, men der er mindre toppe:
- Pointe Durand (3.932 m)
- Petit Pelvoux (3.753 m)
- Trois Dents du Pelvoux (3.682 m)

Mellem disse toppe ligger gletsjeren Glacier du Pelvoux.

## Bestigninger
Den første bestigning af Mont Pelvoux var af Captain Durand og de to gemsejægere, Alexis Liotard og Jacques-Etienne Matheoud, 30. juli 1828. Denne gruppe vendte tilbage med flere folk i 1830. Begge gange besteg de "Pointe Durand".
Den højeste top, der er opkaldt efter astronomen Victor Puiseux, der nåede den med sin guide Pierre Antoine Barnéoud 9. august 1848. Barnéoud havde været den tredje guide ved bestigningen i 1830.
Mont Pelvoux bestiges enklest fra turisthytten Refuge du Pelvoux (2.700 moh.) syd for bjerget.

## Eksterne kilder og henvisninger
1. ↑  "Mont Pelvoux - peakbagger". peakbagger.com. Hentet 20. marts 2015.
2. 1 2  Guillaume Christian, La Première Ascension du Pelvoux en 1828 Arkiveret 21. marts 2017 hos  Wayback Machine
3. ↑  W.A.B. Coolidge, Victor Puiseux et la Première Ascension du Mont Pelvoux, The Alpine Journal, Volume 19, 1898

- Wikimedia Commons har flere filer relateret til Mont Pelvoux
- Mont Pelvoux på SummitPost
- Mont Pelvoux på PeakBagger
- The geology of Mont Pelvoux (Fransk)